# Định nghĩa hành tinh của IAU

Biểu đồ Euler biểu diễn các loại thiên thể trong Hệ Mặt Trời.

Liên minh Thiên văn Quốc tế (IAU) đã định nghĩa vào tháng 8 năm 2006 rằng, trong Hệ Mặt Trời, một hành tinh là một thiên thể:
1. có quỹ đạo quay quanh Mặt Trời,
2. có khối lượng đủ để duy trì trạng thái cân bằng thủy tĩnh (hình gần cầu), và
3. đã "dọn sạch miền lân cận" xung quanh quỹ đạo của nó.

Cùng với một số thứ khác thì định nghĩa này đã khiến Sao Diêm Vương không còn được phân loại là một hành tinh dù vào thời điểm đó nó đã được xem xét rộng rãi là như vậy.
Một thiên thể không phải vệ tinh chỉ đáp ứng hai tiêu chí đầu tiên (như Sao Diêm Vương) được phân loại là "hành tinh lùn". Theo IAU, "hành tinh và hành tinh lùn là hai lớp đối tượng riêng biệt". Một thiên thể không phải vệ tinh chỉ đáp ứng tiêu chí đầu tiên được gọi là "thiên thể nhỏ trong hệ Mặt Trời". Đã có một đề xuất thay thế rằng hành tinh lùn là một thể loại con của hành tinh, nhưng các thành viên IAU đã bỏ phiếu chống lại đề xuất này. Định nghĩa này là một vấn đề gây tranh cãi, và đã thu hút cả sự ủng hộ và chỉ trích từ các nhà thiên văn học khác nhau, nhưng vẫn được sử dụng.
Theo định nghĩa này, có tám hành tinh được biết đến trong Hệ Mặt Trời. Định nghĩa này phân biệt các hành tinh với các vật thể nhỏ hơn và không được áp dụng bên ngoài Hệ Mặt trời. Cho đến nay, không có định nghĩa được chấp nhận của các Hành tinh ngoài hệ Mặt Trời, hay còn gọi là ngoại hành tinh. Vào năm 2007, một nhóm làm việc của IAU đã đưa ra một tuyên bố lập trường đề xuất phân biệt các ngoại hành tinh với các sao lùn nâu trên cơ sở khối lượng, tuy nhiên sau đó đã không có nghị quyết hoặc cuộc bỏ phiếu trên toàn IAU nào liên quan đến tuyên bố lập trường này. IAU chưa xem xét chính thức một đề xuất riêng nào cho việc mở rộng định nghĩa IAU cho các ngoại hành tinh.

## Bối cảnh

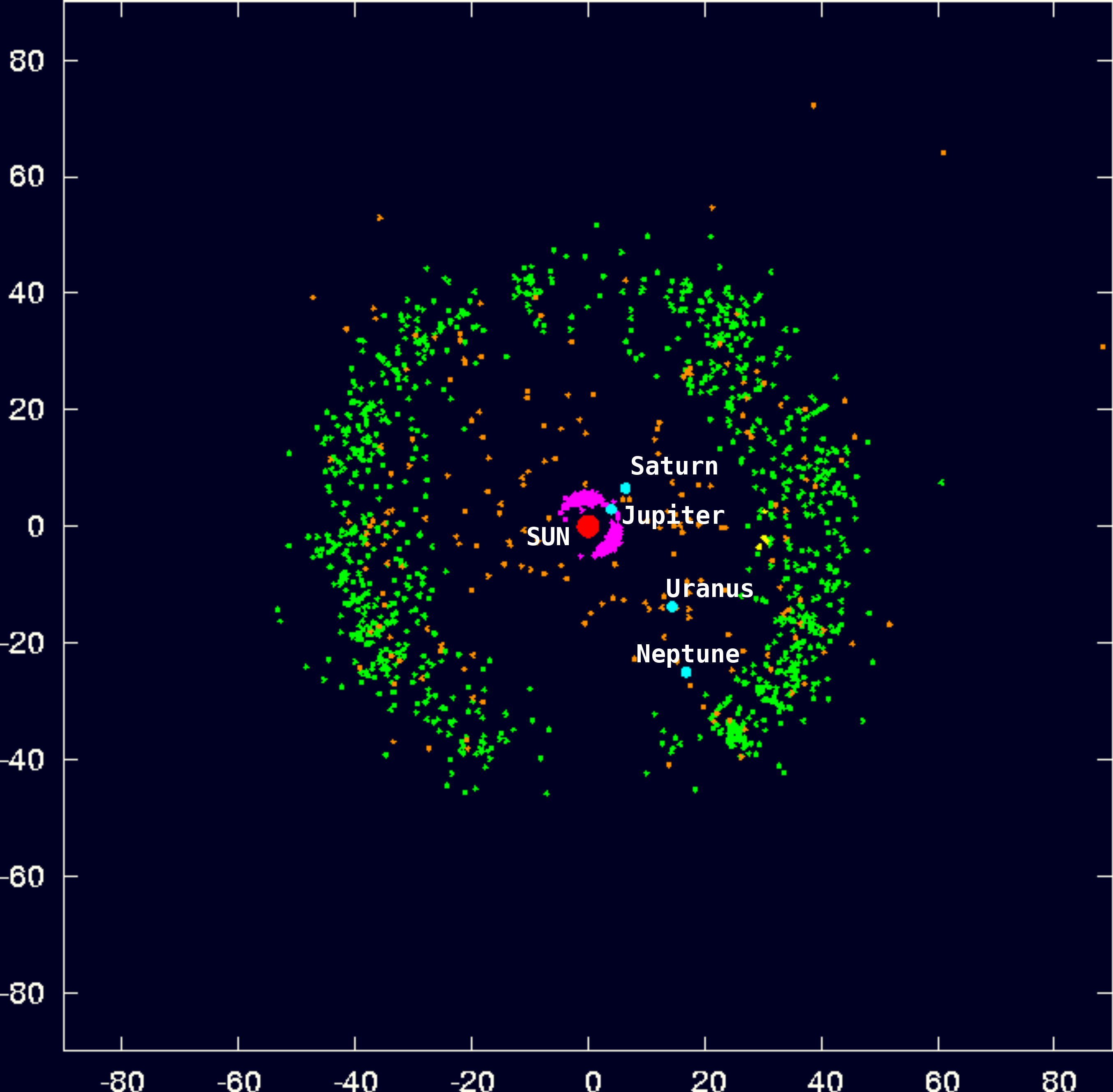
Sơ đồ vị trí của tất cả các vật thể vành đai Kuiper đã biết (màu xanh lá cây), đặt trên các hành tinh bên ngoài (màu xanh)

Các khám phá mới thúc đẩy một cuộc cải cách về việc phân loại của Sao Diêm Vương đã làm nảy sinh một lần nữa cuộc tranh luận trong thế kỷ 19, bắt đầu bằng việc khám phá ra Ceres vào ngày 1 tháng 1 năm 1801. Các nhà thiên văn học ngay lập tức tuyên bố vật thể nhỏ bé này là "hành tinh mất tích" nằm giữa Sao Hỏa và Sao Mộc. Tuy nhiên, trong vòng bốn năm, việc phát hiện thêm hai vật thể có kích thước và quỹ đạo tương đương đã gây nghi ngờ cho suy nghĩ mới này. Đến năm 1851, số lượng "hành tinh" đã tăng lên 23 (tám được công nhận ngày nay, cộng với mười lăm giữa Sao Hỏa và Sao Mộc), và rõ ràng sẽ có thêm hàng trăm "hành tinh" nữa cuối cùng sẽ được phát hiện. Các nhà thiên văn học bắt đầu phân loại chúng một cách riêng biệt và bắt đầu gọi chúng là "tiểu hành tinh" thay vì "các hành tinh". Với việc Clyde Tombaugh phát hiện ra Sao Diêm Vương vào năm 1930, các nhà thiên văn học đã coi Hệ Mặt Trời có chín hành tinh, cùng với hàng ngàn vật thể nhỏ hơn như tiểu hành tinh và sao chổi. Sao Diêm Vương được cho là lớn hơn Sao Thủy.
Tombaugh đã phát hiện ra Sao Diêm Vương khi làm việc tại Đài thiên văn Lowell do Percival Lowell sáng lập, một trong nhiều nhà thiên văn học đã đưa ra giả thuyết về sự tồn tại của thiên thể bên ngoài Sao Hải Vương lớn mang tên Planet X, và Tombaugh đang tìm kiếm Hành tinh X khi tìm thấy Sao Diêm Vương. Tuy nhiên, gần như ngay lập tức sau khi phát hiện ra nó, các nhà thiên văn học đã đặt ra câu hỏi rằng liệu Sao Diêm Vương có thể là Hành tinh X hay không. Willy Ley đã viết một bài báo vào năm 1956 với tựa đề "Sự giáng cấp của Sao Diêm Vương", tuyên bố rằng nó "đơn giản là đã thất bại trong việc đáp ứng được sự quảng cáo rầm rộ rằng nó là 'Hành tinh X' trước khi nó được khám phá ra. Ngay từ đầu nó đã là một nỗi thất vọng, vì nó hóa ra lại không phải là thứ mà người ta đã kì vọng một cách hợp lý".
Năm 1978, vệ tinh tự nhiên Charon của Sao Diêm Vương được phát hiện. Bằng cách đo thời kỳ quỹ đạo của Charon, các nhà thiên văn học lần đầu tiên đã có thể tính toán chính xác khối lượng của Sao Diêm Vương, và họ thấy khối lượng của nó nỏ hơn nhiều so với dự kiến. Khối lượng của Sao Diêm Vương bằng khoảng một phần năm sao Thủy, khiến nó trở thành hành tinh nhỏ nhất, nhỏ hơn cả Mặt Trăng của Trái đất, mặc dù nó vẫn lớn hơn mười lần so với tiểu hành tinh lớn nhất, Ceres.
Vào những năm 1990, các nhà thiên văn học bắt đầu tìm thấy các vật thể khác ít nhất là xa như Sao Diêm Vương, hiện được gọi là các vật thể Vành đai Kuiper. Nhiều thiên thể trong số này cũng sở hữu một số đặc điểm quỹ đạo quan trọng của Sao Diêm Vương và hiện được gọi là các plutino. Sao Diêm Vương được coi là thành viên lớn nhất của một lớp vật thể mới và một số nhà thiên văn học đã ngừng coi Sao Diêm Vương là một hành tinh. Quỹ đạo lệch tâm và nghiêng của Sao Diêm Vương, trong khi rất khác thường đối với một hành tinh trong Hệ Mặt Trời, lại rất phù hợp với các vật thể Vành đai Kuiper khác. Cung thiên văn Hayden mới được cải tạo của Thành phố New York đã không bao gồm cả Sao Diêm Vương vào trong triển lãm các hành tinh của nó khi mở cửa trở lại là vào năm 2000.
Bắt đầu từ năm 2000, với việc phát hiện ra ít nhất ba thiên thể (Quaoar, Sedna và Eris) đều có thể so sánh với Sao Diêm Vương về kích thước và quỹ đạo, rõ ràng hoặc là tất cả chúng phải được gọi là hành tinh, hoặc Sao Diêm Vương sẽ phải được phân loại lại. Các nhà thiên văn học cũng biết rằng nhiều vật thể có kích thước lớn tương tự Sao Diêm Vương sẽ được phát hiện và số lượng hành tinh sẽ bắt đầu tăng nhanh. Họ cũng lo ngại về việc phân loại hành tinh trong các hệ hành tinh khác. Vào năm 2006, phép đo đầu tiên về khối lượng của Eris một cách nhầm lẫn (mãi cho đến nhiệm vụ Chân trời mới tới Sao Diêm Vương) cho thấy nó lớn hơn một chút so với Sao Diêm Vương, và do đó được cho là xứng đáng với vị thế của 'hành tinh'.
Do các hành tinh mới được phát hiện không thường xuyên, IAU không có bất kỳ máy móc nào dành cho việc định nghĩa và đặt tên của chúng. Sau khi phát hiện ra Sedna, nó đã thành lập một ủy ban gồm 19 thành viên vào năm 2005, với nhà thiên văn học người Anh Iwan Williams làm chủ tịch ủy ban, để xem xét định nghĩa của một hành tinh. Nó đề xuất ba định nghĩa có thể được thông qua:
Về mặt văn hóa
một hành tinh là một hành tinh nếu đủ người nói nó là như vậy;
Về mặt cấu trúc
một hành tinh phải đủ lớn để tạo thành một hình cầu;
Về mặt động học
vật thể phải đủ lớn để khiến tất cả các vật thể khác cuối cùng đều rời khỏi quỹ đạo của nó.
Một ủy ban khác, được chủ trì bởi nhà sử học thiên văn học Owen Gingerich, nhà sử học và nhà thiên văn học tại Đại học Harvard đã dẫn đầu ủy ban tạo ra định nghĩa ban đầu, và bao gồm nhà văn khoa học Dava Sobel cùng năm nhà khoa học hành tinh đã được thành lập để đưa ra một đề nghị chắc chắn.

## Đề xuất

### Đề xuất dự thảo đầu tiên

Minh họa dự thảo đề xuất

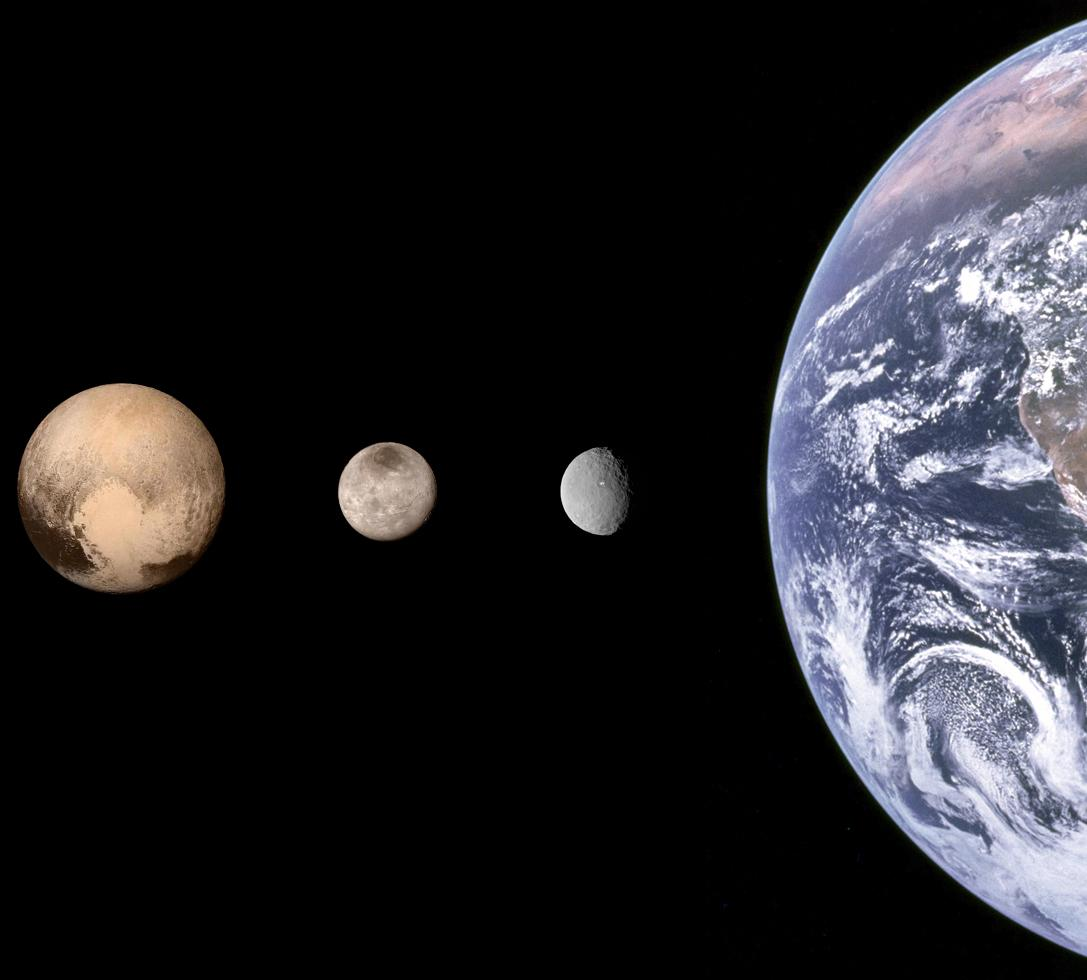
Đề xuất ban đầu sẽ ngay lập tức bổ sung ba hành tinh, được thể hiện ở đây khi so sánh kích thước với Trái đất. Ngoài cùng bên trái là Sao Diêm Vương (thay cho Eris, có cùng kích thước), sau đó là Charon, Ceres và Trái đất

IAU đã công bố đề xuất định nghĩa ban đầu vào ngày 16 tháng 8 năm 2006. Hình thức của nó gần như là theo sát lựa chọn thứ hai trong số ba lựa chọn được đề xuất bởi ủy ban ban đầu. Nó tuyên bố rằng:
Một hành tinh là một thiên thể (a) có khối lượng đủ lớn để trọng lực tự thân của nó vượt qua được các lực của vật rắn để duy trì một hình dạng cân bằng thủy tĩnh (gần cầu), và (b) nó nằm trên quỹ đạo quanh một ngôi sao, và không phải một ngôi sao hay một vệ tinh của một hành tinh.

Định nghĩa này sẽ dẫn đến ba thiên thể nữa được công nhận là các hành tinh, ngoài chín hành tinh được chấp nhận trước đó:
- Ceres, được coi là một hành tinh tại thời điểm phát hiện ra nó, nhưng sau đó được coi là một tiểu hành tinh
- Charon, một vệ tinh của Sao Diêm Vương; hệ thống Sao Diêm Vương-Charon sẽ được coi là một hệ hành tinh đôi
- Eris, một thiên thể trong đĩa phân tán của Hệ mặt trời bên ngoài

#### Ưu điểm
Định nghĩa được đề xuất đã được ủng hộ bởi nhiều nhà thiên văn học vì nó đã sử dụng sự hiện diện của một yếu tố định tính vật lý (vật thể cầu) làm đặc điểm xác định của nó. Hầu hết các định nghĩa tiềm năng khác phụ thuộc vào số lượng giới hạn (ví dụ: kích thước tối thiểu hoặc độ nghiêng quỹ đạo tối đa) được điều chỉnh riêng cho Hệ Mặt Trời. Theo các thành viên của ủy ban IAU, định nghĩa này không sử dụng các giới hạn do con người tạo ra mà thay vào đó là tôn trọng "tự nhiên" trong việc quyết định liệu một vật thể có phải là một hành tinh hay không.

#### Chỉ trích
Định nghĩa được đề xuất đã bị chỉ trích là mơ hồ: Cả nhà thiên văn học Phil Plait và nhà văn NCSE Nick Matzke đều viết về lý do tại sao họ nghĩ rằng định nghĩa này nói chung không phải cái tốt nhất.  Nó định nghĩa một hành tinh là thiên thể quay quanh một ngôi sao, điều đó có nghĩa là bất kỳ hành tinh nào bị đẩy ra khỏi hệ sao của nó hoặc hình thành bên ngoài một hệ sao (một hành tinh lang thang) thì đều không thể được gọi là một hành tinh, ngay cả khi nó phù hợp với tất cả các tiêu chí khác. Tuy nhiên, một tình huống tương tự đã được áp dụng cho thuật ngữ 'vệ tinh tự nhiên'—các thiên thể như vậy không còn là được coi là vệ tinh tự nhiên khi bị đẩy ra khỏi quỹ đạo hành tinh và việc sử dụng này được chấp nhận rộng rãi. Một chỉ trích khác là định nghĩa không phân biệt giữa các hành tinh và sao lùn nâu. Bất kỳ nỗ lực để làm rõ sự khác biệt này đều được để lại sau.

## Định nghĩa sau cùng
Định nghĩa sau cùng, được thông qua vào ngày 24 tháng 8 năm 2006 theo Nghị quyết 5A của Đại hội đồng thứ 26, là:
| “ | Tổ chức IAU... thông qua việc các hành tinh và các thiên thể khác, ngoại trừ vệ tinh, trong Hệ Mặt Trời sẽ được định nghĩa thành ba hạng mục theo cách sau đây: (1) Một hành tinh [1] là một thiên thể (a) có quỹ đạo quay xung quanh Mặt Trời, (b) có trọng lượng đủ lớn sao cho trọng lực tự thân của nó vượt qua được các lực vật rắn để nó có thể duy trì một hình dạng cân bằng thủy tĩnh (gần cầu), và (c) đã dọn sạch miền lân cận xung quanh quỹ đạo của nó. (2) Một "hành tinh lùn" là một thiên thể (a) có quỹ đạo quay xung quanh Mặt Trời, (b) có trọng lượng đủ lớn sao cho trọng lực tự thân của nó vượt qua được các lực vật rắn để nó có thể duy trì một hình dạng cân bằng thủy tĩnh (gần cầu) [2], (c) chưa dọn sạch được miền lân cận xung quanh quỹ đạo của nó, và (d) không phải là một vệ tinh. (3) Các thiên thể còn lại [3], ngoại trừ các vệ tinh, có quỹ đạo quay xung quanh Mặt trời thì được gọi chung là "các Thiên thể nhỏ trong hệ Mặt Trời". Ghi chú: [1] Tám hành tinh bao gồm: Sao Thủy, Sao Kim, Trái Đất, Sao Hỏa, Sao Mộc, Sao Thổ, Sao Thiên Vương, và Sao Hải Vương. [2] Một quy trình IAU sẽ được thiết lập để phân các thiên thể ở giáp ranh vào hoặc là hành tinh lùn hoặc là các hạng mục khác. [3] Chúng hiện nay bao gồm hầu hết các thiên thạch của Hệ Mặt Trời, hầu hết các Thiên thể bên ngoài Sao Hải Vương, sao chổi, và các thiên thể nhỏ khác. | ” |

IAU cũng thông qua thêm:
| “ | Sao Diêm Vương là một "hành tinh lùn" theo định nghĩa phía trên và được công nhận là một khuôn mẫu của một hạng mục mới mang tên Thiên thể bên ngoài Sao Hải Vương[1]. Ghi chú: [1] Một quy trình IAU sẽ được thiết lập để lựa chọn một cái tên cho hạng mục này. | ” |

IAU cũng thông qua rằng "hành tinh và hành tinh lùn là hai loại vật thể riêng biệt", có nghĩa là, dù được gọi như vậy nhưng các hành tinh lùn sẽ không được coi là các hành tinh.